# Grand Theft Auto III
Grand Theft Auto III, noto anche come GTA III, è un videogioco action-adventure del 2001, sviluppato da DMA Design e pubblicato da Rockstar Games per PlayStation 2, Xbox, PC, smartphone, Nintendo Switch e tablet. Si tratta del terzo capitolo della celebre saga di videogiochi Grand Theft Auto, il primo in 3D.
Pubblicato e distribuito in Giappone dalla Capcom, è stato il videogioco più venduto del 2001 negli Stati Uniti d'America e in Europa.
Grand Theft Auto III è l'ultimo capitolo della saga a essere sviluppato da DMA Design, prima dell'acquisizione da parte di Take Two Interactive nel marzo del 2002 e il cambio di nome in Rockstar North.
Nel 2021 il gioco è stato pubblicato in versione rimasterizzata nella raccolta Grand Theft Auto: The Trilogy - The Definitive Edition insieme a Vice City e San Andreas.

## Trama
Liberty City, 2001. Il criminale Claude e la sua ragazza, Catalina, organizzano una rapina in una banca. Durante la stessa, Catalina tradisce Claude, sostenendo che lei sia una "ragazza ambiziosa" e che lui non la soddisfi: ruba così il denaro e si dà alla fuga insieme a Miguel, boss del Cartello Colombiano. Nonostante Claude venga gravemente ferito con un colpo di pistola dalla ragazza, egli sopravvive e viene successivamente arrestato. Durante il trasporto al penitenziario, il convoglio su cui sta viaggiando viene attaccato proprio dal Cartello Colombiano, intento a fare evadere un altro detenuto. Claude ne approfitta per scappare insieme a 8-Ball, un esperto in esplosivi che viaggiava insieme a lui. Grazie alle conoscenze di quest'ultimo, riesce a trovare un lavoro negli ambienti della mafia italoamericana operante nel distretto di Portland, ai servizi della famiglia Leone, iniziando dapprima a svolgere delle missioni per Luigi Goterelli, il proprietario del nightclub Sex Club 7 nel quartiere a luci rosse, per poi conoscere tutti i membri più potenti della famiglia: il boss Salvatore Leone, il figlio Joey, Antonio "Toni" Cipriani e la moglie del boss, Maria Latore.
Il Don informa Claude che nella città sta girando una nuova droga, lo SPANK, prodotta dal Cartello Colombiano. Pedinando un traditore della famiglia Leone, Bob Ricciolino, Claude scopre che la fabbrica dello SPANK si trova su una nave container nel porto di Liberty City e al comando dei colombiani ci sono Miguel e Catalina. Su ordine di Salvatore, Claude aiuta 8-Ball ad intrufolarsi dentro la nave-fabbrica per piazzare una bomba, che distruggerà la nave, insieme agli affari del Cartello a Portland. Dopo questa missione, Salvatore chiede a Claude un ultimo favore: distruggere un'auto con delle cervella spalmate sul parabrezza per eliminare delle prove. Proprio quando è sul punto di salire sul veicolo viene avvisato da Maria che l'auto è una trappola attrezzata con una bomba che farà esplodere il veicolo se ci si sale sopra; Salvatore lo vuole morto perché lei ha confessato a quest'ultimo di essersi innamorata di Claude, nonostante lui non ricambi i suoi sentimenti. Successivamente, viene riparato il ponte Callahan, e quindi i due riescono a salvarsi fuggendo nel distretto centrale della città, Staunton Island, grazie a un'amica di Maria, Asuka Kasen, sorella di Kenji Kasen, capo della Yakuza. Dopo che Claude ha regolato i conti con la mafia eliminando Salvatore, Asuka decide di aiutarlo ad eliminare lo SPANK e a vendicarsi di Catalina.
Dopo aver svolto qualche missione per la Yakuza e per un poliziotto corrotto di nome Ray Machowski, viene contattato da un eccentrico impresario edile, Donald Love, che ordina a Claude di eliminare Kenji Kasen spacciandosi per un membro del Cartello Colombiano, in modo da far scoppiare una guerra e abbassare i prezzi degli immobili. Una volta fatto, gli affida un'altra missione in cui chiede di recuperare un pacco all'aeroporto di Liberty City; una volta arrivato sul posto Claude scopre che il Cartello aveva un forte interesse per il pacco, infatti l'ha rubato portandolo in un luogo sconosciuto, ma dopo aver eliminato i colombiani scopre un furgone che riporta la scritta “Panlantic Construction”, un'impresa edile. Dopo aver raggiunto il cantiere della Panlantic, scopre che il posto non è altro che una copertura del Cartello e dopo aver ingaggiato una sparatoria con i colombiani, riesce ad arrivare sul tetto, dove ha un faccia a faccia con Catalina e Miguel. Quest'ultimo vuole consegnare il pacco a Claude ma Catalina gli spara alle spalle, ferendolo, e scappa. Nel frattempo arriva Asuka che, fuori di sé, è convinta che sia stato il Cartello ad uccidere suo fratello e quindi vuole regolare i conti con Miguel.
Dopo aver torturato sadicamente Miguel per strappargli qualche informazione, Asuka scopre che Catalina ha messo in giro tre squadre della morte per eliminare Claude. Con l'intento di spazzarli via, Claude funge da esca per attirarli verso gli uomini di Asuka. Eliminati i killer, Claude viene mandato a distruggere diversi chioschi in giro per la città usati dal Cartello per spacciare lo SPANK. Dopo aver distrutto tutti i chioschi, Miguel rivela che è in arrivo all'aeroporto un aereo con a bordo un carico di SPANK. Claude raggiunge il posto, fa saltare in aria l'aereo e recupera il carico per poi tornare al cantiere. Raggiunto il luogo, però, Claude ha una brutta sorpresa: il Cartello ha fatto irruzione, ha ucciso Asuka e Miguel, rapito Maria e lasciato un messaggio in cui chiedono ben 500.000 dollari di riscatto per la sua liberazione.
Raggiunta la villa del Cartello a Shoreside Vale, luogo dello scambio, Claude viene spogliato delle armi e portato davanti a Catalina. Ella prende la valigetta contenente il denaro ed ordina ad un suo scagnozzo di ucciderlo, ma Claude riesce a sferrargli un pugno e a rubargli la pistola. Fuggito dalla villa dopo un violento scontro a fuoco, vede Catalina fuggire in elicottero insieme a Maria e dei colombiani verso la diga Cochrane. Una volta raggiunto il punto, Claude elimina gli scagnozzi del Cartello e abbatte l'elicottero con un lanciarazzi, uccidendo Catalina, e salvando Maria. Finito tutto, i due si allontanano e lei inizia a ringraziarlo con estrema insistenza finché non cominciano i titoli di coda, lo schermo sfuma in nero e si sente Maria che continua a parlare. Subito dopo si sente un misterioso sparo, che interrompe bruscamente la donna; se Maria sia morta o meno non verrà mai chiarito.

## Modalità di gioco
L'aspetto grafico del gioco inizialmente era improntato verso uno stile "cartoon", ma verso le fasi finali di sviluppo si è scelto uno stile più realistico. Il videogioco offre molte possibilità: rubare macchine, portare a termine rapine o avventurarsi in sparatorie all'ultimo sangue con membri delle gang cittadine. Le gang presenti sono 7: la Famiglia Leone, i Diablo, la Triade, il Cartello colombiano, gli Yardie, la Yakuza e gli Hood (divisi in due fazioni, i Purple Nine e i Red Jack).
Il sonoro dà la possibilità di ascoltare l'autoradio, sintonizzandosi sulle varie stazioni radio: Head Radio, Double Cleff FM, K-Jah, Rise FM, Lips 106, Game FM, MSX FM, Flashback 95.6, Chatterbox FM, MP3 Player (solo la versione PC) e CD Changer (solo la versione Xbox), ed ascoltare le grandi hit del periodo storico in cui è ambientato il gioco. Risultano molto dettagliati gli effetti per l'atmosfera cittadina, caratterizzata dai rombi dei motori delle vetture, rumori ambientali e imprecazioni e dialoghi dei pedoni. Come negli altri titoli della serie, il gioco è molto vario: oltre al filone narrativo principale, il giocatore può scegliere a suo piacimento di condurre missioni "extra" come, ad esempio, quelle della fabbrica di cibo per cani oppure diventando per qualche minuto pompiere, poliziotto, paramedico, tassista.
Le armi disponibili nel gioco (eccetto le mani nude) sono: Mazza da baseball, Pistola, Uzi, Granata, AK-47, M16, Fucile di precisione, Fucile a canna liscia, Bazooka, Bomba Molotov e Lanciafiamme.
Grand Theft Auto III possiede un vasto insieme di veicoli, che partono dai furgoni fino ad arrivare alle berline e alle auto delle gang.

## Accoglienza
| Testata                          | Versione | Giudizio |
| -------------------------------- | -------- | -------- |
| Metacritic (media al 21-12-2015) | PS2      | 97/100   |
| Metacritic (media al 21-12-2015) | PC       | 93/100   |
| 1UP.com                          | PS2      | A+       |
| AllGame                          | PS2      | 5/5      |
| Edge                             | PS2      | 8/10     |
| Eurogamer                        | PS2      | 10/10    |
| Game Informer                    | PS2      | 9,5/10   |
| Game Informer                    | PC       | 9,5/10   |
| GamePro                          | PS2      | 5/5      |
| Game Revolution                  | PS2      | A        |
| GameSpot                         | PS2      | 9,6/10   |
| GameSpot                         | PC       | 9,3/10   |
| GameSpy                          | PS2      | 94/100   |
| GameSpy                          | PC       | 94/100   |
| IGN                              | PS2      | 9,6/10   |
| IGN                              | PC       | 9,4/10   |
| PCGUS                            | PC       | 92%      |
| X-Play                           | PC       | 4/5      |

Grand Theft Auto III è stato acclamato dalla critica all'uscita per PlayStation 2 nell'ottobre 2001. Metacritic ha calcolato un punteggio medio di 97 su 100, classificandolo come "successo universale", basato su 56 recensioni. Si tratta del sesto videogioco con il punteggio più alto dato da Metacritic, condiviso ex aequo con altri titoli. I recensori hanno apprezzato il sonoro del gioco, il gameplay, e il design dell'open world, sebbene siano state mosse alcune critiche ai controlli. Tom Bramwell di Eurogamer definì Grand Theft Auto III "l'epopea seducente di un gioco" (a luscious, sprawling epic of a game), mentre per Official PlayStation Magazine si è trattato de "il videogioco più innovativo, stravagante e brillante" (the most innovative, outlandish, brilliant video game). Jeff Gerstmann di GameSpot ha descritto il gioco come "un'esperienza incredibile che nessuno dovrebbe lasciarsi sfuggire" (incredible experience that shouldn't be missed by anyone); Doug Perry di IGN ne ha parlato come "uno dei migliori titoli dell'anno, su PlayStation 2 o su qualsiasi sistema" (one of the best titles of the year, on PlayStation 2, or on any system).
Molti recensori hanno gradito la grafica 3D rispetto a quella 2D dei titoli precedenti della serie. Gerstmann di GameSpot ha particolarmente apprezzato i modelli dei personaggi e dei veicoli, così come la qualità delle texture della città. Andrei Alupului di GameSpy ha trovato la grafica "veramente quasi impressionante", descrivendo i modelli delle automobili come "notevolmente migliorati" rispetti a quelli di Midnight Club.
Quando Grand Theft Auto III uscì per Microsoft Windows nel maggio 2002 ricevette simili responsi da parte della critica. Metacritic ha calcolato un punteggio medio di 93 su 100, basato su 20 recensioni. È stato il videogioco per Windows con il punteggio più alto su Metacritic nel 2002. Ai recensori sono piaciuti i miglioramenti visivi e dei controlli, ma hanno criticato la portata eccessiva dei requisiti richiesti.

## Vendite
Grand Theft Auto III ha goduto fin da subito di un grande successo ed è stato il videogioco più venduto del 2001 negli Stati Uniti, con oltre 2 milioni di copie vendute a febbraio 2002; il gioco è stato inoltre il secondo titolo più venduto del 2002, dietro solamente al suo sequel Vice City.
È stato inoltre il videogioco più venduto nel 2001 anche in Europa.
Solamente negli Stati Uniti, GTA III raggiunse 5,35 milioni di copie vendute a giugno 2004 e 6,55 milioni nel dicembre 2007.
In Giappone, Grand Theft Auto III vendette 120.000 copie nella prima settimana, e oltre 350.000 entro gennaio 2008. Il gioco vinse un premio "Diamond" nel Regno Unito, indice di oltre un milione di copie vendute; fu il primo gioco a raggiungere tale traguardo nella regione.
A marzo 2008, il gioco aveva raggiunto le 14,5 milioni di copie vendute in tutto il mondo.

## Versioni alternative
Grand Theft Auto III è uscito il 21 maggio 2002 per Microsoft Windows, supportando risoluzioni dello schermo e distanze di visualizzazione più elevate e presentando texture più dettagliate. Era prevista una versione per GameCube, ma in seguito annullata.

### Xbox
La versione per la console della Microsoft, sviluppata due anni dopo rispetto alle versioni PC e PS2, presenta supporto per la colonna sonora personalizzata, nonché alcuni "arricchimenti" come livelli di dettaglio e texture superiori rispetto alle controparti PC e PS2. Questo è facilmente individuabile nella resa grafica delle auto, nell'interfaccia di gioco, nei modelli dei personaggi e nelle texture ambientali.

### Android e iOS
Per commemorare i 10 anni dall'uscita dal gioco, la Rockstar Games ha pubblicato una versione del gioco adattata ai dispositivi mobili Android e iOS.
La versione, sviluppata da War Drum Studios, è identica al gioco per PC e Mac, tuttavia alcune texture, come quelle dei volanti e dei motori delle automobili, sono prese dalla versione Xbox, mentre altre sono state migliorate.

### PlayStation 3
Una versione emulativa del gioco per PlayStation 3, che ha riscontrato degli evidenti problemi di cali di frame-rate, è stata pubblicata sul PlayStation Store il 25 settembre 2012 negli USA e il 26 settembre 2012 in Europa.

### Raccolte
Nel dicembre 2003, il gioco è uscito su Xbox, con il suo successore, Vice City, in una compilation intitolata Grand Theft Auto: Double Pack. Il Double Pack è stato successivamente aggregato a San Andreas in una compilation intitolata Grand Theft Auto: The Trilogy, pubblicata nell'ottobre 2005. La trilogia è uscita anche per OS X il 12 novembre 2010.
Una versione migliorata di The Trilogy sottotitolata The Definitive Edition, sviluppata da Grove Street Games, è uscita per Microsoft Windows, Nintendo Switch, PlayStation 4, PlayStation 5, Xbox One e Xbox Series X/S l'11 novembre 2021, per celebrare il ventesimo anniversario del gioco, mentre è prevista in futuro l'uscita delle versioni per dispositivi Android e iOS. La Definitive Edition ha sostituito le versioni esistenti del gioco sui rivenditori digitali.